# Elionor I de Navarra

Armes personals d'Elionor I de Navarra. Les del seu pare Joan II d'Aragó i les del seu marit Gastó IV de Foix

Elionor I de Navarra (Olite, Navarra, 2 de febrer de 1426 – Tudela, Navarra, 12 de febrer de 1479) fou princesa d'Aragó i infanta de Navarra, reina titular de Navarra (1464-1479) i reina de Navarra (1479), i princesa de Girona (1461-1462)

## Orígens familiars
Nascuda el 2 de febrer de 1426, fou la filla petita del príncep Joan d'Aragó, futur rei de la Corona d'Aragó, i de la reina Blanca I de Navarra.

## El problema navarrès
Joan II d'Aragó fou rei de Navarra par matrimoni de 1425 à 1441. La seva filla fou reconeguda per les Corts de Navarra el 9 d'agost de 1427, tot i que els hereus legítims eren els seus germans grans Carles de Viana i Blanca II de Navarra.
A la mort de Blanca I el 1441 Joan es va apoderar del Regne i no va acomplir el testament de la seva esposa. Joan II va ser rei per usurpació de 1441 a 1479 (i rei dels territoris de la corona catalanoaragonesa de 1458 a 1479). El 1445 Joan d'Aragó va desheretar el seu fill Carles de Viana hereu legítim del Regne d'Aragó; així doncs, Carles s'oposà a ell i s'enfrontaren durant la Guerra civil navarresa. Elionor fou còmplice del seu pare en aquesta usurpació especialment en temps de la seva germana gran Blanca II de Navarra (1424-1464) del 1441 al 1464. Blanca II va caure en desgràcia per la seva ajuda a Carles, el que va comportar que Elionor passés a ser l'instrument del príncep aragonès contra els seus fills oposats. Així Elionor fou proclamada, juntament amb el seu marit Gastó de Foix, hereus del regne pel Tractat de Barcelona de 1455. Elionor fou nomenada governadora general del regne i s'establí a Sangüesa. La història diu que després de la mort del seu germà gran, Carles (1421-1461) conegut com a Carles de Viana (Carles IV de Navarra), el seu pare Joan II hauria lliurat a Elionor a la seva germana Blanca, a la qual hauria deixat morir a la presó: a la mort del príncep de Viana el 1461 Elionor va firmar amb el seu pare el 12 d'abril de 1462 el tractat d'Olite pel qual Joan II d'Aragó era reconegut com a rei de Navarra i Elionor la seva successora. Aquesta condició s'havia d'acomplir amb la desaparició de la legítima hereva, Blanca II, que fou entregada al comte de Foix i tancada al castell de Montcada, on va morir el 1464, possiblement enverinada per ordres d'Elionor.
A l'any següent (1465) Elionor va aconseguir firmar una treva amb els Beamontesos i s'autotitulà princesa primogènita, hereva de Navarra, infanta d'Aragó i Sicília, comtessa de Foix i Bigorra, senyora de Bearn i lloctinent general pel sereníssim rei el meu senyor i pare en aquest regne seu de Navarra (títol de fet de lloctinent general de Navarra 1455-1469).
En aquest moment Elionor i Joan II d'Aragó va protagonitzar una pugna pel tron navarrès, ajudant-se la primera pels beamontesos i el segon pels agramontesos. El 1468 Joan II va manar assassinar el bisbe de Pamplona, Nicolau de Chávarri, primer conseller de la governadora. Posteriorment, Joan va destituir Elionor del càrrec de lloctinent general (1469) i va instaurar el fill d'aquesta, Gastó. La mort prematura d'aquest va fer recapitular a Joan i va designar el 1471, de forma perpètua, Elionor com a governadora del regne («governanta de Navarra» 1471-1479), tot i que renunciant als drets sobre la Corona d'Aragó. Gastó de Foix va morir el 1472 quan duia ajuda del vescomtat de Bearn cap a Navarra. Assetjada pels desitjos expansius de França, Aragó i Castella va veure com el seu regne, del qual no era ni titular, es trobava amenaçat així com els seus drets sobre el mateix.
Amb Joan II com enemic i també el seu germanastre Ferran d'Aragó, Elionor no va trobar cap altre remei que aliar-se amb els seus enemics. El 19 de gener de 1479 moria Joan II i Elionor va esdevenir reina de Navarra de facto mentre que els territoris de la corona catalana anaven al seu mig germà Ferran II (1452-1516) conegut com a Ferran el Catòlic. Elionor fou coronada reina el 28 de gener a Tudela, on va morir quinze dies més tard el 12 de febrer de 1479.
En el seu testament va reivindicar tots els títols del seu germà Carles, en compliment del testament disposat per la seva mare. Va nomenar hereu el seu net Francesc Febus de Foix, recomanant-li la protecció del rei de França.

## Núpcies i descendents
El 30 de juliol de 1436 es casà amb el comte Gastó IV de Foix (1425-1472), de la casa de Grailly; els dos esposos tenien 11 anys i el matrimoni hauria estat consumat més tard, ja que el primer fill del matrimoni va néixer el 1443. D'aquest matrimoni nasqueren deu fills:
- l'infant Gastó de Foix (1444-1470), príncep de Viana, vescomte de Castellbó, lloctinent general de Navarra (1469) casat amb la princesa Magdalena d'Orleans. Els seus fills esdevindran reis de Navarra, i els seus descendents reis de França. Foren fills seus:
  - Francesc Febus (1466 - 1483), rei de Navarra;
  - Caterina de Navarra (1470 - 1517), reina de Navarra.
- l'infant Pere de Foix (7 de febrer de 1449-10 d'agost de 1490), bisbe de Vannes, arquebisbe d'Arle i cardenal (1476)
- l'infant Joan de Foix-Étampes (1450-1500), vescomte de Narbona i comte d'Étampes, pare de Germana de Foix, esposa de Ferran el Catòlic
- la infanta Maria de Foix o Maria de Navarra (1452-1497), casada el 1465 amb Guillem VIII marquès de Montferrat
- l'infant Jaume de Foix (1455-1500), comte de Montfort
- la infanta Joana de Foix (1454-1476), casada el 1469 amb el comte Joan V d'Armanyac
- la infanta Margarida de Foix (1458-1486), casada el 27 de juny de 1471 amb el duc Francesc II de Bretanya, mare d'Anna de Bretanya
- la infanta Caterina de Foix (vers 1460-vers 1494), casada el 1469 amb Gastó II de Foix-Candale, comte de Candale i de Bénauges, pares d'Anna de Candale, reina d'Hongria
- la infanta Isabel de Foix (vers 1462, morta jove)
- la infanta Elionor de Foix (vers 1466, morta jove